# 筑後市立筑後中学校
筑後市立筑後中学校（ちくごしりつちくごちゅうがっこう）は、福岡県筑後市水田にある市立の中学校である。通称は「筑中」、「筑後中」。

## 概要
学区
- 筑後市立水田小学校
- 筑後市立二川小学校
- 筑後市立水洗小学校
- 筑後市立古川小学校
- 筑後市立下妻小学校
- 筑後市立古島小学校

## 沿革
- 1972年に水田中学校と古川中学校が統合してできる。
- 1974年に現在の場所に移転し、新校舎が造られる。
- 2005年に第73回全国書画展覧会中学校・書・団体の部で最高賞の文部科学大臣奨励賞を受賞。

## 校訓
- 明るく
- 強く
- 優しく

## 制服
- 男子　
  - 冬服はブレザー、カッターシャツ、スラックスである。
  - 夏服はカッターシャツ、スラックスである。
- 女子　
  - 冬服はブレザー、カッターシャツ、吊りスカートである。
  - 夏服は、カッターシャツ、吊りスカートである。
- 筑後市立中学校三校(羽犬塚・筑後・筑後北)共通の標準服の導入が確定、上記の制服から変更となるようである。[1]
- 筑後中学校の対応は不明だが筑後北中学校は上級生対応(新標準服併用、吊りスカートのサスペンダー廃止)を行なわなかった模様。

## 出身者
- 江崎浩 - 東京大学教授、デジタル庁Chief Architect